# 凯希娅·贝克
凯希娅·贝克（英語：Keshia Baker，1988年1月30日—），美国女子田径运动员，主攻短跑。她曾代表美国参加2012年夏季奥林匹克运动会田径比赛，获得女子4×400米接力金牌。